# Marco Aurélio Vasconcellos
Marco Aurélio Vasconcellos (Santa Maria, 23 de novembro de 1939) é um cantor e compositor brasileiro de música regional gaúcha.

## Biografia
Filho do Promotor de Justiça José Barros Vasconcellos e de Maria de Lourdes Farias de Vasconcellos, mudou-se com a família para Porto Alegre aos cinco anos de idade.
Iniciou os estudos no Preparatório do Colégio Sévigné, passando pelo Grupo Escolar Rio de Janeiro e pelo Colégio Anchieta, onde formou-se no ensino secundário em 1957. Em 1959, ingressou na Faculdade de Direito da Universidade Federal do Rio Grande do Sul (UFRGS), concluindo o curso em 1963.
Empregou-se no serviço público, trabalhando inicialmente no Juizado de Menores de Porto Alegre. Em seguida, foi funcionário do Tribunal do Trabalho da 4ª Região e do Ministério Público Federal, para o qual foi concursado e aprovado no ano de 1973. Exerceu o cargo de Procurador da República, primeiro em Florianópolis, e por fim em Porto Alegre, onde se aposentou em 1990. Também atuou paralelamente como advogado entre 1964 e 1989.

### Carreira musical
Em 1957, como presente de aniversário, recebeu de seu pai um violão Del Vecchio. Passaria a participar de festivais de música na década seguinte, quando concorreu em duas edições do Festival Sul-brasileiro da Canção. Na primeira ocasião com a composição "Tropeiro", interpretada pelo Trio Maiagô, e, na segunda com "No Balanço do Parque", composta em parceria com José Carlos Oliveira e que foi defendida pelo cantor Sabino Loguércio.
Em 1967, na 1ª Olimpíada da Música Popular de Porto Alegre, obteve a sua primeira premiação: Melhor Letra com a canção "Pastor do Mar". Em 1969, participou do Festival da Canção Popular de Bento Gonçalves, com a canção "Espaciália", em parceria com José Carlos Oliveira.
Em 1972, participou da 1ª Vindima da Música Popular de Caxias do Sul, com a canção "Acalanto", vencedora do evento. Foi instrumentalmente defendida por Marco Aurélio Vasconcellos no violão, Plauto Cruz na flauta e por um quarteto de cordas da Orquestra Sinfônica de Porto Alegre. O cantor Luiz Coronel, que também participara do evento, acabou sendo o responsável pelo ingresso de Marco Aurélio na música nativista.
Com letra composta por Luiz Coronel e musicada por Marco Aurélio Vasconcellos, a canção "Gaudêncio Sete Luas" foi interpretada por Leopoldo Rassier e Lúcia Helena na 2ª Califórnia da Canção Nativa, obtendo a segunda colocação. No ano seguinte, com a canção "Canto de Morte de Gaudêncio Sete Luas", também fruto da parceria com Luiz Coronel, acabou vencendo a Calhandra de Ouro.
Nas 4ª e 5ª edições da Califórnia da Canção, Marco Aurélio concorreu com diversas canções em parceria com Luiz Coronel: "Leontina das Dores" (3º lugar), "Leontina das Dores à Espera de Seu Homem", "Gaudêncio Sete Luas Fala de Crendices e Assombrações" e "Cordas de Espinho" (composição que seria gravada por Fafá de Belém no álbum Água, de 1977).

#### Os Posteiros
Em 1977, Marco Aurélio criou o Grupo de Arte Nativa Os Posteiros, composto inicialmente por Doly Carlos da Costa (bandoneón e arranjos), Celso Carlucci de Campos (violão e voz) e Guilherme Loureiro de Souza (violão e voz). O grupo estreou na Califórnia da Canção defendendo as canções "Bendito" (Kenelmo Alves/Marco Aurélio) e "A Lenda da Lagoa do Parobé" (José Barros Vasconcellos/Antonio Xavier Balbé).
Ao ser aprovado em um vestibular, Guilherme deixou o grupo e foi substituído por Francisco Koller. Com esta formação, Os Posteiros lançou dois álbuns: Os Posteiros e Caminho de Volta. Em 1978, a canção "Pássaro Perdido", co-autoria de Gilberto Carvalho e defendida por Marco Aurélio Vasconcellos e Os Posteiros, venceu a VIII Califórnia da Canção. A canção "Lavadeiras", também composta por Marco Aurélio e Gilberto Carvalho, obteve o terceiro lugar no Concurso de Música Popular Cidade de Porto Alegre.
Com "Descaminho", de Antônio Augusto Ferreira e Ewerton dos Anjos Ferreira, Marco Aurélio venceu a Linha de Manifestação Riograndense da XII Califórnia da Canção Nativa em 1982 e, no ano seguinte, o Festival dos Festivais em Porto Alegre.

#### Carreira solo
Em 1985, recebeu o troféu de "Compositor Mais Premiado" da Califórnia desde a sua criação, em 1971. No ano seguinte, deixou o grupo Os Posteiros, seguindo carreira solo.
Em 1997, ao lado de Luiz Marenco, interpretou a música "O Forasteiro", de Vinicius Brum, Mauro Ferreira e Luiz Carlos Borges. A canção recebeu a Calhandra de Ouro.
Em 2001, interpretando "Um Gaúcho Pega a Estrada", de Gujo Teixeira e Mauro Moraes, obteve o segundo lugar na Reculuta da Canção Crioula de Guaíba. Em 2002, venceu a Tafona da Canção Nativa de Osório com a música "O Moço e o Rio", de Glênio Fagundes e Nilton Bastos.
Em dezembro de 2005, lançou seu primeiro álbum solo − Invernando Recuerdos − em um show no Teatro Bruno Kiefer, da Casa de Cultura Mario Quintana. Quase dois anos mais tarde, em julho de 2007, lançou seu segundo álbum: Velhas Andanças, em um show no Teatro Túlio Piva. No CD, interpretou uma releitura de clássicos da música nativista de autoria de outros compositores.
Em 2009, obteve a Calhandra de Ouro, na 36ª Califórnia da Canção, com a canção "A Sanga do Pedro Lira", composta em parceria com Demétrio Xavier. No final do mesmo ano, lançou em Jaguarão seu terceiro álbum: Da Mesma Raiz, onde interpreta músicas de autoria de Martim César Gonçalves, Paulo Timm e Alessandro Gonçalves.
No Reponte da Canção, de São Lourenço do Sul, obteve o primeiro lugar com a canção "Essas Casas" em 2010. Em junho de 2011, participou da 19ª Sapecada da Canção Nativa de Lages, interpretando duas canções: "Paisagm Interior" (de Martim César e Paulo Timm) e "A Memória da Pedra" (de Gujo Teixeira e Cristian Camargo). A última contou com a co-participação de Luiz Marenco, Joca Martins e Marcelo Oliveira, e recebeu o prêmio de Melhor Letra do evento, além da segunda colocação geral.
Ainda em 2011, Marco Aurélio lançou seu quarto CD: Já Se Vieram!, com melodias de sua autoria e letras de Martim César Gonçalves. O lançamento se deu no Teatro Bruno Kieffer.
Em junho de 2013, recebeu o troféu de melhor compositor na categoria Música Regional no 1º Prêmio Brasil Sul de Música.

## Discografia

### Com Os Posteiros

#### Álbuns de estúdio
| Ano  | Álbum            | Gravadora              |
| ---- | ---------------- | ---------------------- |
| 1983 | Os Posteiros     | Gravadora independente |
| 1985 | Caminho de Volta | Gravadora independente |

### Solo

#### Álbuns de estúdio
| Ano  | Álbum                                                           | Gravadora              |
| ---- | --------------------------------------------------------------- | ---------------------- |
| 2005 | Invernando Recuerdos                                            | Gravadora independente |
| 2007 | Velhas Andanças                                                 | Gravadora independente |
| 2009 | Da Mesma Raiz                                                   | Gravadora independente |
| 2011 | Já Se Vieram!                                                   | Gravadora independente |
| 2013 | Paisagem Interior                                               | Gravadora independente |
| 2017 | Doze Cantos Ibéricos e uma Canção Brasileira (com Martim César) | Gravadora independente |

## Prêmios e indicações

### Prêmio Açorianos
| Ano  | Categoria                     | Indicação                                    | Resultado |
| ---- | ----------------------------- | -------------------------------------------- | --------- |
| 2005 | Compositor de Música Regional | Marco Aurélio Vasconcellos                   | Indicado  |
| 2007 | Intérprete de Música Regional | Marco Aurélio Vasconcellos                   | Venceu    |
| 2010 | Intérprete de Música Regional | Marco Aurélio Vasconcellos                   | Indicado  |
| 2010 | Álbum de Música Regional      | Da Mesma Raiz                                | Indicado  |
| 2011 | Intérprete de Música Regional | Marco Aurélio Vasconcellos                   | Indicado  |
| 2014 | Intérprete de Música Regional | Marco Aurélio Vasconcellos                   | Indicado  |
| 2014 | Álbum de Música Regional      | Paisagem Interior                            | Indicado  |
| 2017 | Álbum de Música Regional      | Doze Cantos Ibéricos e uma Canção Brasileira | Venceu    |
| 2017 | Intérprete de Música Regional | Marco Aurélio Vasconcellos                   | Indicado  |

### Califórnia da Canção Nativa
| Ano  | Categoria         | Indicação                                        | Resultado |
| ---- | ----------------- | ------------------------------------------------ | --------- |
| 1973 | Calhandra de Ouro | Canto de Morte de Gaudêncio Sete Luas (co-autor) | Venceu    |
| 1978 | Calhandra de Ouro | Pássaro Perdido (co-autor e intérprete)          | Venceu    |
| 1997 | Calhandra de Ouro | O Forasteiro (intérprete)                        | Venceu    |
| 2009 | Calhandra de Ouro | A Sanga do Pedro Lira (co-autor e intérprete)    | Venceu    |